# Yata no Kagami
Yata no Kagami (八咫鏡) és un mirall sagrat que forma part dels Tresors Imperials del Japó. Hom diu que es troba al Santuari d'Ise, en la Prefectura de Mie, al Japó. La prohibició d'accés al mateix dificulta la veracitat de la informació. El mirall representa la saviesa i l'honestedat.

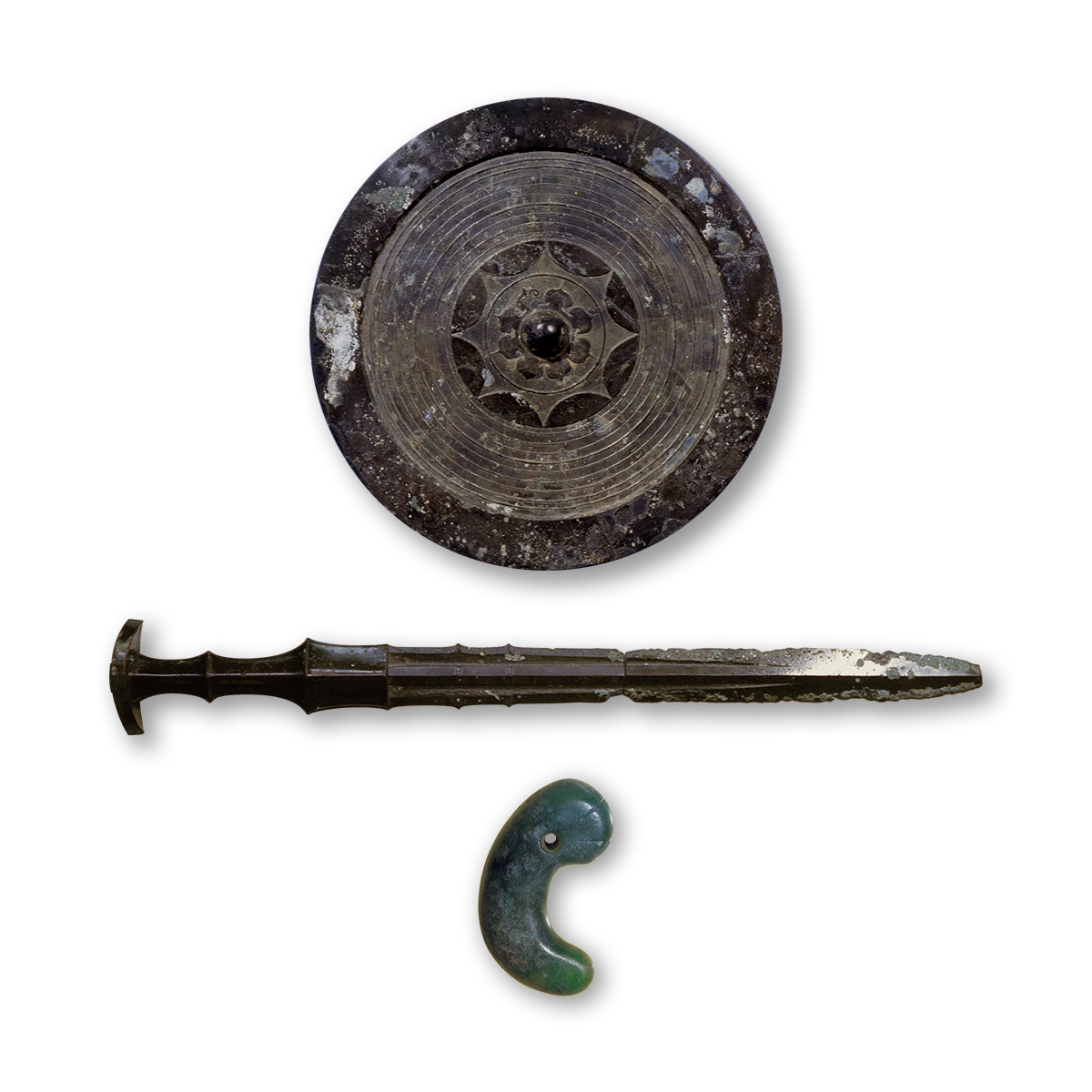
Imatge suposada del mirall Yata no Kagami, a dalt a la dreta, al costat dels altres tresors imperials del Japó

En la mitologia japonesa, el mirall va ser penjat d'un arbre per la deessa Ame-no-Uzume per ensenyar el reflex de la deessa del Sol, Amaterasu, en sortir de la cova on estava tancada. Juntament amb l'espasa Kusanagi, aquests elements van ser passats al net d'Amaterasu, Ninigi-no-Mikoto per pacificar Japó. A partir d'aleshores, van formar part dels tresors nacionals que passen de generació en generació a la Casa Imperial Japonesa.